# Eugenio Montejo
Eugenio Montejo (født 18. november 1938 i Caracas, død 5. juni 2008 i Valencia) var en venezuelansk digter og essayist. Han var grundlægger af det litterære magasin Azar og medstifter af Revista Poesía, et magasin om poesi udgivet af University of Carabobo. 
I 1998 modtog han Venezuelas nationale litteraturpris og i 2004 blev han tildelt International Prize Octavio Paz of Poetry and Essay. 

## Vigtige værker
Lyrik
- Elegos (1967)
- Muerte y memoria (1972)
- Algunas palabras (1977)
- Terredad (1978)
- Trópico absoluto (1982)
- Alfabeto del mundo (1986)
- Adiós al Siglo XX (1992)
- Chamario (2003, para niños)

Essays
- La ventana oblicua (1974)
- El taller blanco (1983)
- El cuaderno de Blas Coll (1981)